# Samantha Peszek
Pour les articles homonymes, voir Peszek.
Samantha Peszek est une gymnaste artistique américaine, née le 14 décembre 1991 . 
Elle a gagne la médaille d'or au concours général par équipes lors des Championnats du monde 2007 à Stuttgart, et une médaille d'argent au concours général par équipes à Pékin en 2008, aux côtés de Shawn Johnson, Bridget Sloan, Nastia Liukin, Alicia Sacramone, et Chellsie Memmel.

## Palmarès

### Jeux olympiques
- Pékin 2008
  -  médaille d'argent au concours par équipes

### Championnats du monde
- Stuttgart 2007
  -  médaille d'or sur le concours par équipes

### Jeux panaméricains
- Rio de Janeiro 2007
  -  médaille d'or au concours par équipes

### Autres
- American Cup 2008 :
  -  3e au concours général